# Ambjörnarps distrikt
Ambjörnarps distrikt är ett distrikt i Tranemo kommun och Västra Götalands län. 
Distriktet ligger söder om Tranemo. 

## Tidigare administrativ tillhörighet
Distriktet inrättades 2016 och utgörs av socknen Ambjörnarp i Tranemo kommun.
Området motsvarar den omfattning Ambjörnarps församling hade vid årsskiftet 1999/2000.